# Platyoides robertsi
Espèce
Platyoides robertsi est une espèce d'araignées aranéomorphes de la famille des Trochanteriidae.

## Distribution
Cette espèce est endémique du Cap-du-Nord en Afrique du Sud,. Elle se rencontre dans le parc national du Richtersveld et la réserve naturelle d'Akkerendam.

## Description
La femelle holotype mesure 2,30 mm.

## Systématique et taxinomie
Cette espèce a été décrite par Haddad en 2022.

## Étymologie
Cette espèce est nommée en l'honneur de Michael J. Roberts (1945–2020).

## Publication originale
- Haddad, 2022 : « Two new dionychan spiders from arid western South Africa (Araneae: Prodidomidae, Trochanteriidae). » Arachnology, vol. 19, Special Issue, p. 341-347.